# Molnár Zoltán (labdarúgó, 1953)
Molnár Zoltán (1953. március 14. – 2018. november 8. vagy előtte) szlovákiai magyar labdarúgó, középpályás, edző.

## Pályafutása
1977-ig Slovan Duslo Šaľa, 1977–78-ban a Slavia Praha játékosa volt. 1978 és 1987 között a Plastika Nitra csapatában szerepelt. Tagja volt az 1978–79-es másodosztályú bajnokcsapatnak. A nyitrai csapattal hat idényen keresztül szerepelt az első osztályban. Az együttesnek hét évig a csapatkapitánya volt.

## Sikerei, díjai
Plastika Nitra
- Szlovák bajnokság (Slovenská národná futbalová liga)
  - bajnok: 1978–79